# Ken Doherty
Pour l'athlète américain, voir John Kenneth Doherty.
Ken Doherty est un joueur professionnel Irlandais de snooker né le 17 septembre 1969. 
Avec l'Anglais Stuart Bingham, il est le seul joueur à avoir été champion du monde amateur (1989) et professionnel (1997). Il a également été champion des moins de 21 ans en 1989. 
Une très bonne saison 2005-2006 lui a assuré la seconde place du classement mondial. Cependant, sa défaite au premier tour du championnat du monde 2007, face à Mark Allen, lui a ôté ses chances de prendre la tête du classement de la saison suivante.
Doherty compte aussi cinq autres victoires sur des tournois classés.

## Carrière

### Débuts dans le snooker
Doherty commence sa carrière au club de Jason's à Dublin, où il participe à des tournois avec handicap les samedis matins, quand il ne participe pas à un tournoi national. Ce club ayant fermé en 2006, il s'entraîne actuellement à l'hôtel Radisson de Dublin. Lors de sa première apparition à un événement national, un tournoi classé pour les moins de 16 ans, Doherty perd en finale. Un mois plus tard, il gagne le championnat national Irlandais des moins de 16 ans. En 1997, il remporte le championnat du monde avec une queue qu'il avait payée 2IEP.
Passé professionnel en 1990, Doherty connait un début de carrière particulièrement prometteur. Demi-finaliste de l'Open Strachan et de l'Open de Grande-Bretagne, il finit sa deuxième saison sur le circuit à la 21e place mondiale. Il atteint sa toute première finale lors du Masters d'Irlande 1992, perdant contre Stephen Hendry.

### Meilleures années (1993-2006)
Doherty remporte sa première victoire de rang lors de l'Open du pays de Galles en février 1993, s'imposant en finale (sur le score de 9 manches à 7) face au joueur écossais Alan McManus. Ce succès marque le début d'une brillante carrière professionnelle, lui qui avait également très bien réussi sa carrière amateur en remportant notamment le championnat du monde de l'International Billiards and Snooker Federation (IBSF) et le championnat du monde en double dans la catégorie des moins de 21 ans. La même saison, Doherty perd en finale du Grand Prix et rééditera d'ailleurs l'année suivante,. Il entre ainsi dans le top 10 mondial en 1994. Après cette entrée en force dans l'élite de la hiérarchie du snooker mondial, Doherty connait trois échec en finale de tournois classés : le championnat du Royaume-Uni, l'Open d'Allemagne et le Masters de Thaïlande.

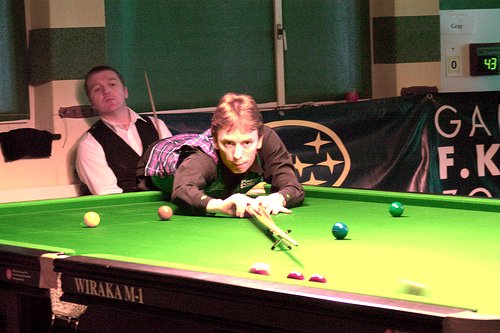
Ken Doherty à l'Open de Suisse en 2005.

Après Horace Lindrum (Australie) et Cliff Thorburn (Canada), Doherty est le troisième joueur non britannique à gagner le championnat du monde en battant Stephen Hendry 18-12 en finale de l'édition 1997. Il atteint également la finale du championnat du monde en 1998 mais est battu par John Higgins, ainsi qu'en 2003, où il est cette fois battu par Mark Williams. Le parcours de Doherty durant l'édition 2003 est particulièrement spectaculaire : il gagne lors de la dernière manche contre Graeme Dott et Shaun Murphy, puis bat John Higgins, 13-8, après avoir mené 10-0 et Paul Hunter 17-16, après avoir été mené 9-15. Durant la finale, Williams mène 11-4, mais Doherty remonte à 12-12, pour finalement perdre 18-16.
En 1999 et 2000, Ken Doherty s'incline en finale du prestigieux Masters,. Il ne s'arrête pas la, et remporte ensuite trois tournois de classement (Grand Prix de Malte, Open du Pays de Galles et Masters de Thaïlande). Après cette belle série de finales gagnées, Doherty entame une série de cinq défaites en finale de tournois classés (Open d'Écosse, Open du pays de Galles, championnat du monde, championnat du Royaume-Uni 2001 et 2002). Au championnat du monde 2005, Doherty bat Barry Pinches 10-5 au premier tour, en gagnant les 8 dernières manches. Il est éliminé 13-11 au tour suivant par Alan McManus. Il sort ensuite du top 10 pour la première fois en plus de dix ans. Étant classé 11e au début de la saison 2005-2006, Doherty remporte la coupe de Malte en février 2006, battant John Higgins en finale. Après avoir été mené 8-5, il a su remonter en gagnant 4 manches d'affilée. Doherty a alors qualifié cette victoire, comblant un vide de 5 ans, de « sa plus importante victoire depuis le championnat du monde »,.
Au championnat du monde 2006, Ken Doherty débute par une brillante victoire 10-1 contre Barry Hawkins, et élimine ensuite Matthew Stevens, en gagnant les 5 dernières manches. Il est alors le favori pour le match contre Marco Fu, mais s'incline 13-10, malgré avoir mené 10-9. Il a reconnu après cette défaite ne pas avoir su saisir sa chance mais pensait qu'il avait encore quelques années pour revenir gagner le titre. Il termine la saison 2005-2006 à la seconde position du classement mondial, son plus haut classement jamais atteint, et a bien entamé la saison 2006-2007, en atteignant les quarts de finale du trophée d'Irlande du Nord à Belfast. Il continue la saison en atteignant les huitièmes de finale au Grand Prix à Aberdeen, ainsi qu'au championnat du Royaume-Uni à York. Il atteint également les quarts de finale au Masters et à la coupe de Malte. En revanche, il perd au premier tour du championnat du monde 2006. Bien que déçu, il nie alors vouloir arrêter sa carrière. En octobre 2006, Doherty gagne le championnat d'Irlande professionnel en battant Michael Judge 9-4 en finale.

### Déclin (depuis 2007)

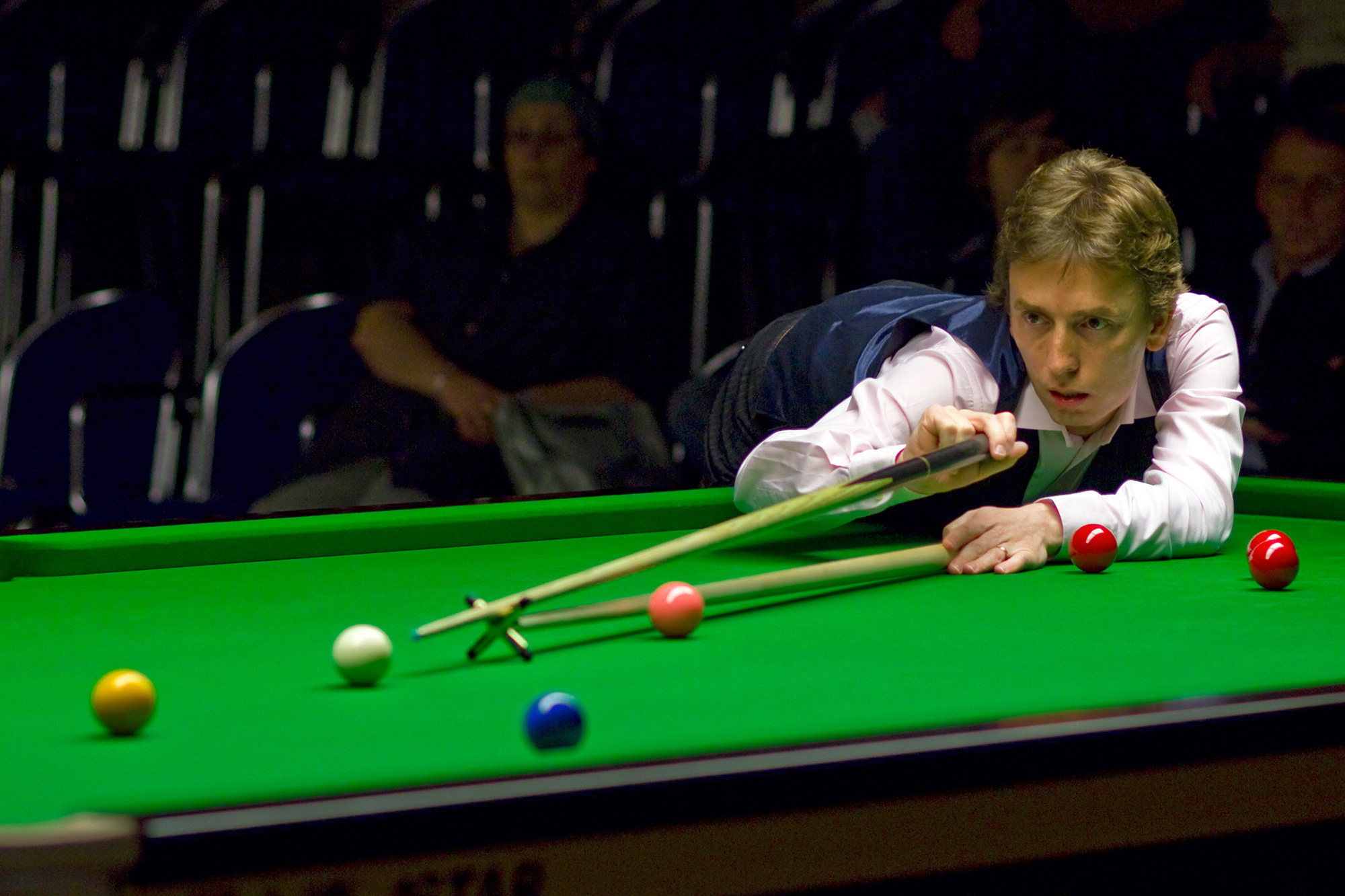
Doherty en 2011.

À partir de 2007, Doherty commence à chuter au classement. Il passe de la 4e à la 18e place mondiale, en l’espace d'un an. Pire encore, il chute à la 44e position du classement, à l'issue de la saison 2008-2009. La saison suivante, il est quart de finaliste au Masters de Shanghai, et fait son retour dans le top 30 du classement. Entre 2007 et 2010, le joueur de Dublin se contente en remportant des tournois non classés ; le championnat d'Irlande, le Pot Black, en battant Shaun Murphy en finale et le Classique d'Irlande.
En 2011, alors redescendu au 29e rang mondial, Doherty parvient à se hisser en demi-finale de l'Open d'Australie après des victoires sur Stephen Maguire, Liang Wenbo et Mark Selby. Il s'incline finalement contre Mark Williams (6-2). Deux ans plus tard, il est quart de finaliste à l'Open du pays de Galles. Lors du championnat du monde 2014, il bat Stuart Bingham, avant de perdre contre Alan McManus et de continuer à descendre au classement.
En 2017, alors retombé hors du top 64, il parvient à atteindre une nouvelle demi-finale sur un tournoi classé, lors du Masters de Riga. Il s'incline à cette occasion contre Stephen Maguire dans la manche décisive (5-4).
En septembre 2020, Doherty reçoit une invitation pour continuer d'évoluer sur le circuit principal, lui qui ne devait plus avoir sa place en raison de sa sortie du top 64 du classement mondial. Il s'inscrit alors au championnat de la ligue, nouveau tournoi classé de la saison 2020-2021. Il se sort d'abord de la première étape, après avoir notamment dominé Neil Robertson et Andrew Higginson. Il ne s'arrête pas là, et parvient ensuite à se qualifier pour la phase finale, après avoir évolué dans le groupe de Thepchaiya Un-Nooh et Xiao Guodong. En phase finale, il domine son vieux rival John Higgins (3-0) et rate de peu une qualification pour une première finale classée depuis 2006. En effet, dans son match qui l'oppose à Joe Perry, Doherty doit l'emporter pour pouvoir se qualifier pour la finale puisqu'il a réalisé un meilleur break que l'autre prétendant ; Kyren Wilson. Après deux premières manches très convaincantes, l'ancien champion du monde semble rattrapé par l'enjeu et finit par céder.

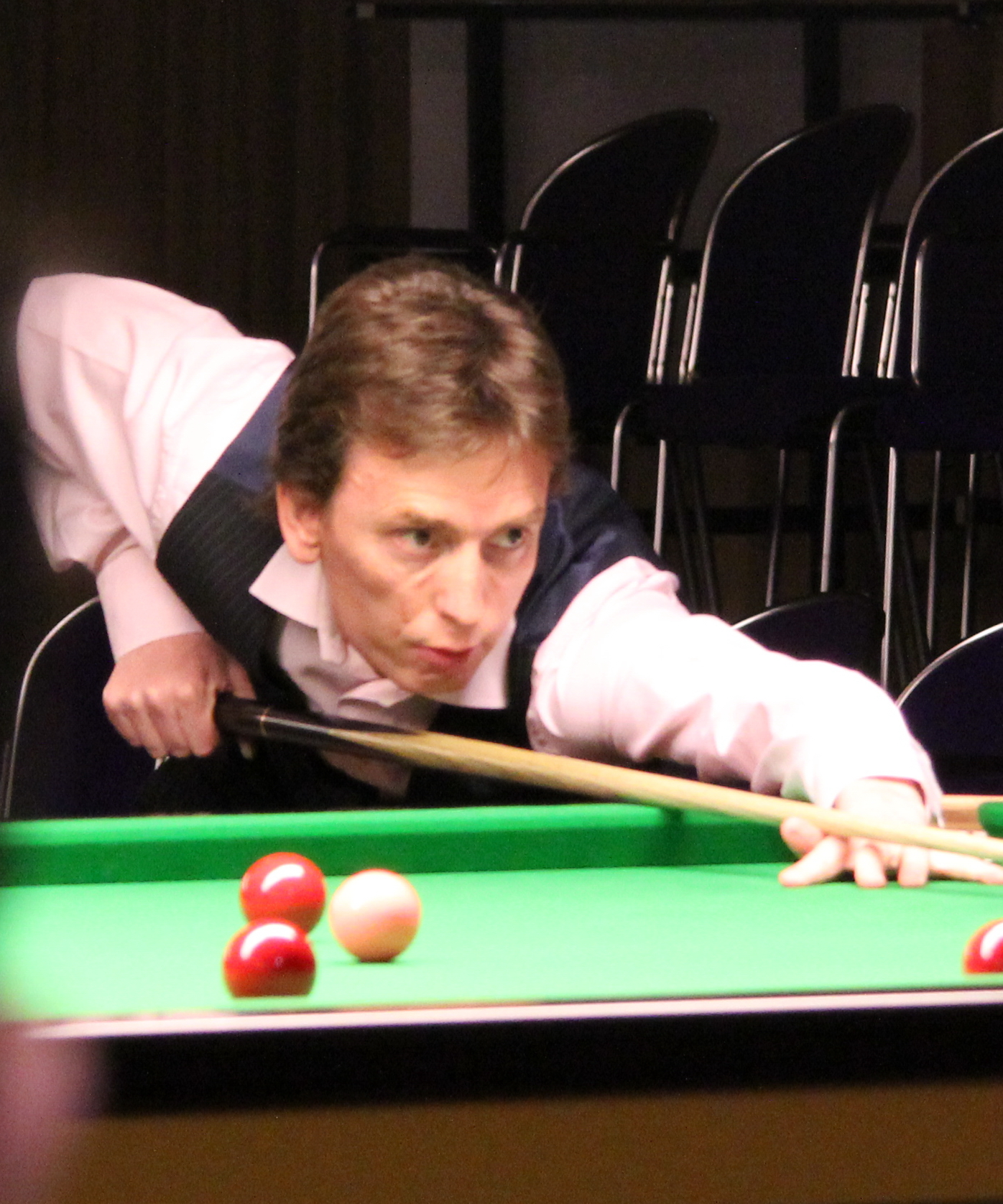
Ken Doherty (2011).

## Style de jeu
Doherty a un jeu très tactique. Il ne donne pas toujours l'impression de marquer assez de points, bien qu'il soit également capable de réaliser de grands breaks. C'est de cette façon prudente de jouer qu'est venu son surnom de « Krafty Ken » (« Ken le rusé »). Les commentateurs de la BBC ont suggéré qu'il est globalement le meilleur joueur de sa génération sans pour autant être le meilleur dans un aspect particulier du jeu. Dennis Taylor a également qualifié Ken Doherty du meilleur escapologiste qu'il ait jamais vu.
En 2000, durant la finale du Masters contre Matthew Stevens, il a failli réaliser un break maximum mais a raté la dernière boule noire, pourtant sur son point. Ce seul empochage lui aurait valu une voiture de sport d'une valeur de 80 000 £. Il a tout de même remporté le prix du plus grand break de la compétition, d'une valeur de 19 000 £.
Durant sa carrière, il a réalisé 346 centuries. C'est seulement en 2012 qu'il réalise son premier break maximum en compétition, lors du Classique Paul Hunter contre le qualifié allemand Julian Treiber.

## Vie privée
Ken Doherty habite à Ranelagh, Dublin, et est marié à Sarah, d'origine australienne.
En 2002, il a failli perdre la vue dans un accident dans sa salle de bain : en glissant, il s'est cogné à une pièce décorative, qui a manqué de peu son œil gauche. Cependant, la cicatrice caractéristique qu'il porte à la joue droite date d'une autre époque : quand il avait 7 ans, il est tombé du toit d'un hangar dans une poubelle métallique.
Son cousin Shane Doherty habite à Londres, et est également présent sur le circuit professionnel.
Doherty s'occupe occasionnellement de la couverture télévisée des matchs de snooker dans l'équipe de la BBC, à l'instar de Steve Davis et John Parrott. Il est également fan de Manchester United au point qu'après sa victoire au championnat du monde, il a exhibé son trophée dans le stade Old Trafford devant 55 000 spectateurs.
En mai 2007, Doherty a fait une apparition dans l'émission Anonymous de la RTE, déguisé en prêtre. Il feignait d'apprendre le snooker, sur les conseils d'Alex Higgins. Ce dernier a d'abord été dupé par le déguisement de Doherty et par son jeu de débutant. Cependant, quand « Fr Donoghue » a commencé à vider la table, Higgins a deviné la supercherie et découvert Doherty. Le déguisement de Doherty a également dupé sa mère et son épouse.
De 2021 à 2023, Ken Doherty préside le conseil des joueurs de la WPBSA. 

## Palmarès

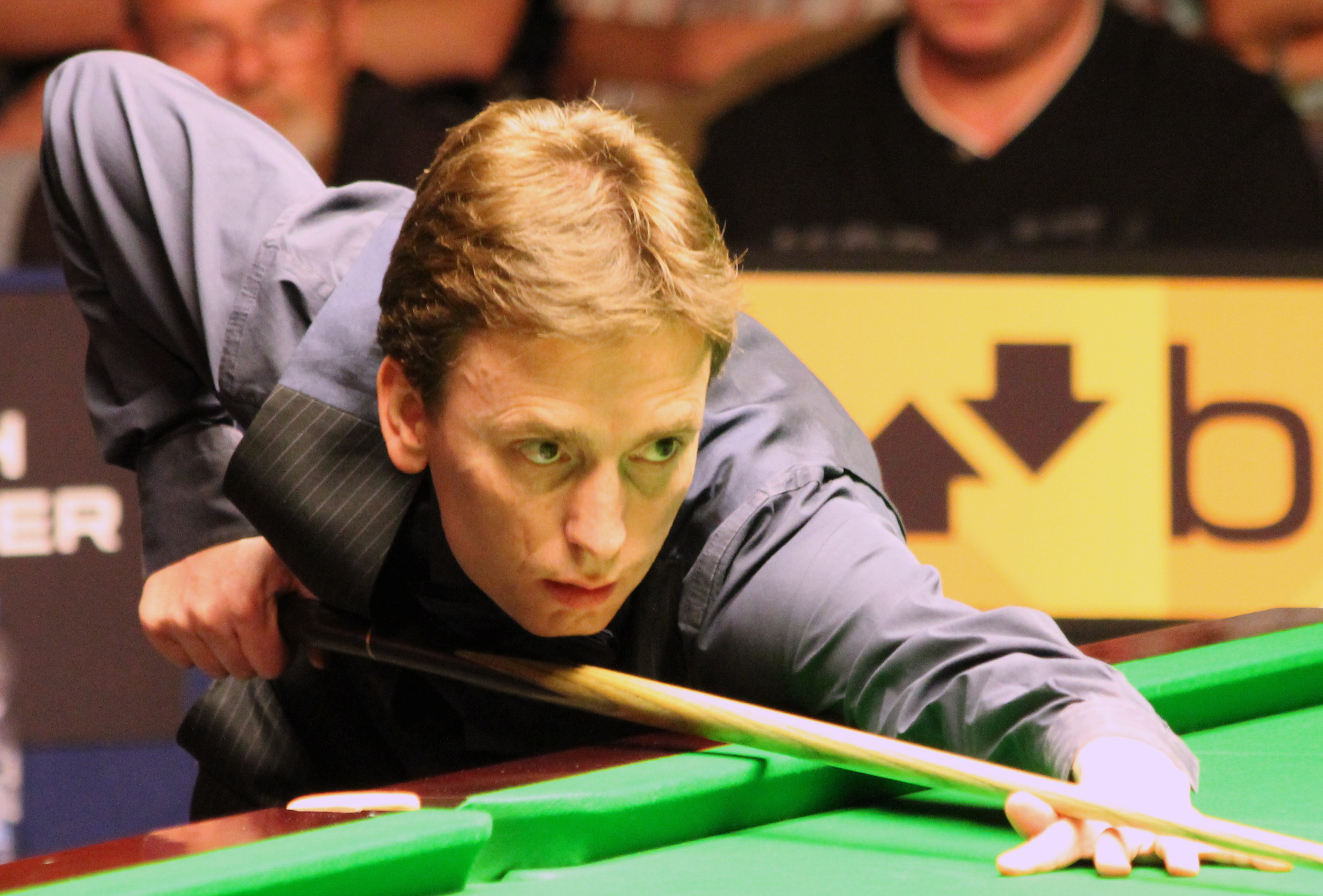
Doherty, à la table en 2012.

| Légende | Catégorie                        | Titres                         | Finales                        |
|         | Tournois classés                 | 6                              | 11                             |
|         | Tournois classés mineurs         | 0                              | 1                              |
|         | Tournois non classés             | 16                             | 12                             |
|         | Tournois en équipes              | 0                              | 2                              |
|         | Tournois pro-am                  | 6                              | 6                              |
|         | Tournois alternatifs             | 1                              | 0                              |
|         | Tournois du circuit du challenge | 1                              | 0                              |
|         | Tournée mondiale senior          | 1                              | 3                              |
|         | Tournois amateurs                | 4                              | 1                              |
| Gras    | Tournois de la triple couronne   | Tournois de la triple couronne | Tournois de la triple couronne |

### Titres

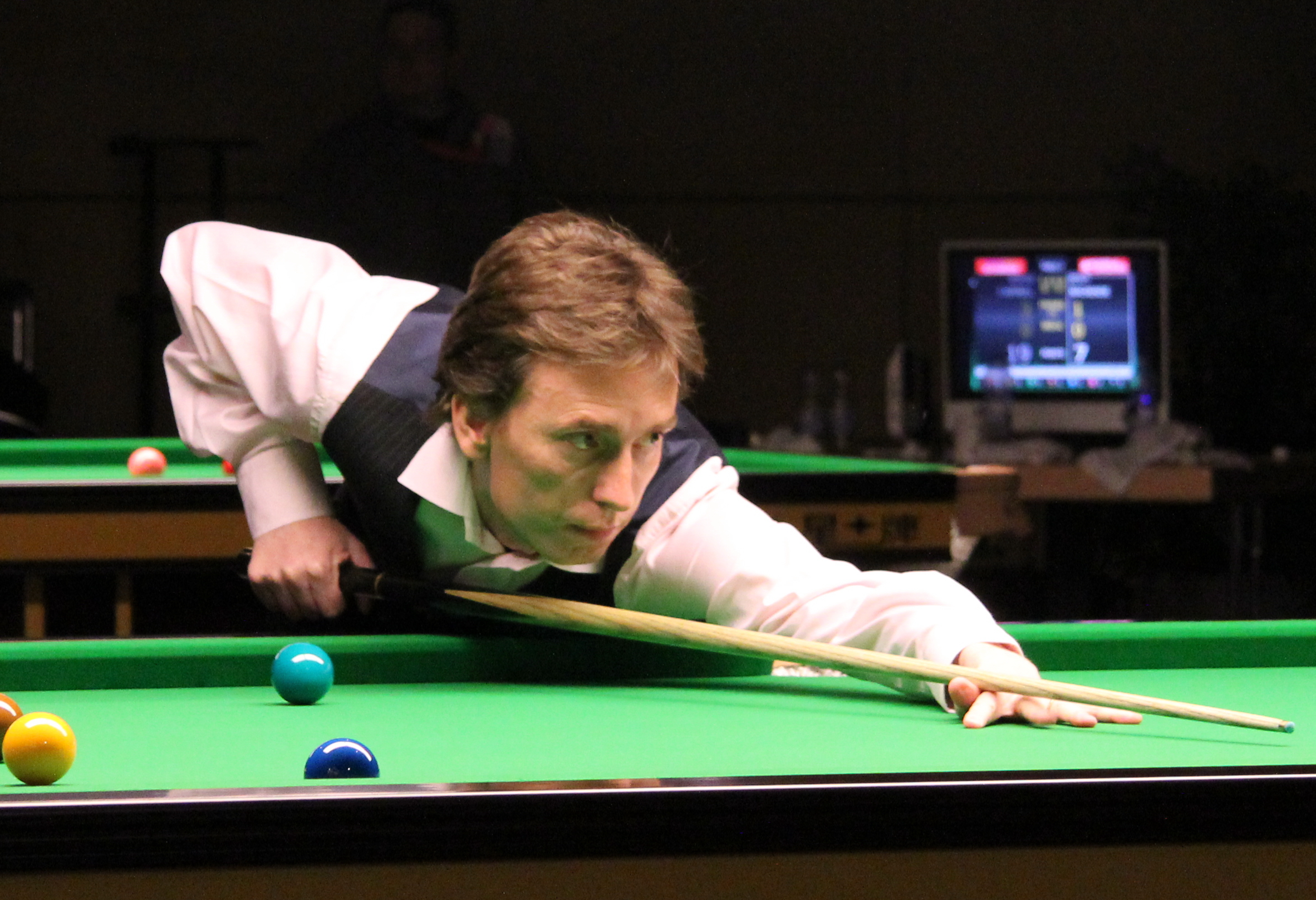
Doherty au Classique Paul Hunter 2011.

| Saison    | Nom du tournoi                                                        | Lieu            | Finaliste         | Score            | Tableau |
| 1987      | Championnat d'Irlande amateur                                         | Carlow          | Richard Nolan     | 8-7              |         |
| 1987-1988 | Tournoi Pontins pro-am (printemps)                                    | Prestatyn       | Colin Morton      | 7-5              |         |
| 1989      | Championnat d'Irlande amateur (2)                                     | Carlow          | Anthony O'Connor  | 8-5              |         |
| 1989      | Championnat du monde amateur des moins de 21 ans                      | Reykjavik       | Jason Ferguson    | 11-5             |         |
| 1989      | Championnat du monde amateur                                          | Singapour       | Jonathan Birch    | 11-2             |         |
| 1989-1990 | Séries qualificatives pour le circuit professionnel 90/91 (épreuve 2) | Rye             | Alan Trigg        | 5-3              |         |
| 1991-1992 | Championnat Benson & Hedges                                           | Prestatyn       | Darren Morgan     | 9-3              |         |
| 1992-1993 | Championnat d'Irlande                                                 | Cork            | Stephen Murphy    | 9-2              |         |
| 1992-1993 | Open du pays de Galles                                                | Newport         | Alan McManus      | 9-7              | Tableau |
| 1992-1993 | Tournoi Pontins                                                       | Prestatyn       | Darren Morgan     | 9-3              |         |
| 1993-1994 | Masters d'Écosse                                                      | Motherwell      | Alan McManus      | 10-9             |         |
| 1993-1994 | Tournoi Pontins (2)                                                   | Prestatyn       | Nigel Bond        | 9-5              |         |
| 1994-1995 | Masters d'Écosse (2)                                                  | Motherwell      | Stephen Hendry    | 9-7              |         |
| 1995-1996 | Ligue d'Europe                                                        | Irthlingborough | Steve Davis       | 10-5             |         |
| 1995-1996 | Tournoi Pontins (3)                                                   | Prestatyn       | Nigel Bond        | 9-7              |         |
| 1995-1996 | Tournoi Pontins pro-am (printemps) (2)                                | Prestatyn       | Darren Morgan     | 7-3              |         |
| 1996-1997 | Championnat du monde                                                  | Sheffield       | Stephen Hendry    | 18-12            | Tableau |
| 1996-1997 | Tournoi Pontins pro-am (printemps) (3)                                | Prestatyn       | Paul Bunyard      | 7-6              |         |
| 1997-1998 | Grand Prix de Malte                                                   | Marsaskala      | John Higgins      | 7-5              |         |
| 1997-1998 | Masters d'Irlande                                                     | Kill            | Ronnie O'Sullivan | Disqualification |         |
| 1997-1998 | Première ligue (2)                                                    | Irthlingborough | Jimmy White       | 10-2             |         |
| 1999-2000 | Grand Prix de Malte                                                   | La Valette      | Mark Williams     | 9-3              | Tableau |
| 2000-2001 | Open du pays de Galles (2)                                            | Newport         | Paul Hunter       | 9-2              | Tableau |
| 2000-2001 | Masters de Thaïlande                                                  | Bangkok         | Stephen Hendry    | 9-3              | Tableau |
| 2003      | Mémorial de Liam O'Connor                                             | Killarney       | Ian McCulloch     | 6-2              |         |
| 2003      | Trophée mémorial de Barry McNamee                                     | Dungannon       | Joe Swail         | 6-5              |         |
| 2003-2004 | Masters eurasiatique (étape 2)                                        | Bangkok         | Marco Fu          | 5-2              |         |
| 2005-2006 | Coupe de Malte                                                        | La Valette      | John Higgins      | 9-8              | Tableau |
| 2006-2007 | Championnat d'Irlande (2)                                             | Dublin          | Michael Judge     | 9-4              |         |
| 2006-2007 | Tournoi Pontins pro-am (séries mondiales)                             | Prestatyn       | Ricky Walden      | 4-2              |         |
| 2007-2008 | Championnat d'Irlande (3)                                             | Dublin          | Fergal O'Brien    | 9-2              |         |
| 2007-2008 | Pot Black                                                             | Sheffield       | Shaun Murphy      | 1-0              |         |
| 2008-2009 | Classique d'Irlande                                                   | Kildare         | Fergal O'Brien    | 5-2              |         |
| 2009-2010 | Pro Challenge Series (épreuve 2 à six billes rouges)                  | Prestatyn       | Martin Gould      | 6-2              |         |
| 2018-2019 | Championnat du Royaume-Uni seniors                                    | Hull            | Igor Figueiredo   | 4-1              | Tableau |

### Finales perdues
| Saison    | Nom du tournoi                            | Lieu            | Finaliste         | Score | Tableau |
| 1985      | Championnat d'Irlande amateur             | Carlow          | Gay Burns         | 6-11  |         |
| 1988-1989 | Tournoi Pontins pro-am (printemps)        | Prestatyn       | Peter Ebdon       | 4-7   |         |
| 1991-1992 | Masters d'Irlande                         | Kill            | Stephen Hendry    | 6-9   |         |
| 1992-1993 | Grand Prix                                | Reading         | Jimmy White       | 9-10  | Tableau |
| 1992-1993 | Challenge Strachan (étape 3)              | Sheffield       | Tony Drago        | 7-9   |         |
| 1993-1994 | Grand Prix (2)                            | Reading         | Peter Ebdon       | 6-9   | Tableau |
| 1994-1995 | Championnat du Royaume-Uni                | Preston         | Stephen Hendry    | 5-10  | Tableau |
| 1994-1995 | Ligue d'Europe                            | Irthlingborough | Stephen Hendry    | 2-10  |         |
| 1994-1995 | Tournoi Pontins                           | Prestatyn       | Peter Ebdon       | 8-9   |         |
| 1995-1996 | Open d'Allemagne                          | Francfort       | John Higgins      | 3-9   | Tableau |
| 1995-1996 | Open de Thaïlande                         | Bangkok         | Alan McManus      | 8-9   | Tableau |
| 1996-1997 | Coupe du monde                            | Bangkok         | Écosse            | 7-10  |         |
| 1997-1998 | Championnat du monde                      | Sheffield       | John Higgins      | 12-18 | Tableau |
| 1998-1999 | Grand Prix de Malte                       | Bugibba         | Stephen Hendry    | 6-7   |         |
| 1998-1999 | Masters                                   | Wembley         | John Higgins      | 8-10  | Tableau |
| 1999-2000 | Masters (2)                               | Wembley         | Matthew Stevens   | 8-10  | Tableau |
| 2000-2001 | Coupe des nations                         | Reading         | Écosse            | 2-6   |         |
| 2000-2001 | Open d'Écosse                             | Aberdeen        | Peter Ebdon       | 7-9   | Tableau |
| 2001-2002 | Championnat du Royaume-Uni (2)            | York            | Ronnie O'Sullivan | 1-10  | Tableau |
| 2001-2002 | Open du pays de Galles                    | Cardiff         | Paul Hunter       | 7-9   | Tableau |
| 2002-2003 | Championnat du Royaume-Uni (3)            | York            | Mark Williams     | 9-10  | Tableau |
| 2002-2003 | Championnat du monde (2)                  | Sheffield       | Mark Williams     | 16-18 | Tableau |
| 2003-2004 | Masters eurasiatique (étape 1)            | Wan Chai        | James Wattana     | 4-6   |         |
| 2005-2006 | Championnat d'Irlande                     | Dublin          | Joe Swail         | 7-9   |         |
| 2005-2006 | Open de Suisse                            | Zofingen        | Ricky Walden      | 3-5   |         |
| 2006      | Séries mondiales Pontins (étape 1)        | Prestatyn       | Jamie Cope        | 2-4   |         |
| 2007-2008 | Classique Paul Hunter                     | Fürth           | Barry Pinches     | 0-4   |         |
| 2007-2008 | Open de Suisse (2)                        | Zofingen        | Dave Harold       | 0-5   |         |
| 2007-2008 | Coupe de Malte                            | San Giljan      | Shaun Murphy      | 3-9   |         |
| 2008-2009 | Séries mondiales (Varsovie)               | Varsovie        | Ding Junhui       | 4-6   |         |
| 2008-2009 | Légendes du snooker                       | Glenrothes      | Stephen Hendry    | 3-5   |         |
| 2009-2010 | Tournoi Pontins pro-am (séries mondiales) | Prestatyn       | Stuart Bingham    | 1-3   |         |
| 2011-2012 | Classique d'Irlande                       | Kildare         | Fergal O'Brien    | 2-5   |         |
| 2017-2018 | Championnat du Royaume-Uni seniors        | Hull            | Jimmy White       | 2-4   | Tableau |
| 2020-2021 | Championnat du monde seniors              | Sheffield       | Jimmy White       | 4-5   | Tableau |
| 2023-2024 | Championnat du monde seniors (2)          | Sheffield       | Igor Figueiredo   | 2-5   | Tableau |